# (17470) Mitsuhashi
(17470) Mitsuhashi es un asteroide perteneciente al cinturón de asteroides, región del sistema solar que se encuentra entre las órbitas de Marte y Júpiter.
Fue descubierto el 19 de enero de 1991 por Kin Endate y Kazuro Watanabe desde el observatorio de Kitami.

## Designación y nombre
Designado provisionalmente como 1991 BX, fue nombrado  por Yasuhiko Mitsuhashi (n. 1947), quien es astrónomo aficionado y médico de la ciudad de Takamatsu. Su hospital es famoso por el observatorio astronómico en su azotea. El observatorio está abierto tanto a sus pacientes como a los residentes locales, lo que fomenta el conocimiento astronómico en la zona.

## Características orbitales
Mitsuhashi está situado a una distancia media del Sol de 3,163 ua, pudiendo alejarse hasta 3,591 ua y acercarse hasta 2,734 ua. Su excentricidad es 0,135 y la inclinación orbital 4,131 grados. Emplea 2054,31 días en completar una órbita alrededor del Sol.
Los próximos acercamientos a la órbita de Júpiter ocurrirán el 12 de noviembre de 2033, el 16 de junio de 2044 y el 7 de febrero de 2055.
Pertenece a la familia de asteroides de (10) Hygiea.

## Características físicas
La magnitud absoluta de Mitsuhashi es 13,32. Tiene 11,699 km de diámetro y su albedo se estima en 0,118. 